# Gruppe Zwanzig Zehn
Gruppe Zwanzig Zehn, ist eine internationale Gruppe von zehn Künstlern und Künstlerinnen aus allen Bereichen der bildenden Kunst, die im Jahr 2010 in München gegründet wurde.

## Geschichte und Werk
Das erste Experiment der Gruppe galt der Auseinandersetzung mit dem Porträt unter dem Manifest „Das Ich im Anderen“. Die Künstler stellten sich der  Aufgabe, jeweils ein Selbstporträt und die Porträts der neun Anderen zu schaffen. Ein Experiment in Plastik, Zeichnung, Malerei, Foto und Videokunst, Schattenbildern und Installation, welches im kunsthistorischen Kontext als bisher singulär gilt. Entstanden sind hundert Bildnisse, die in ihrer Komplexität unterschiedlicher nicht sein könnten. Virtuos werden sie von der Persönlichkeit jedes Einzelnen getragen. Sie zeigen, wie der Künstler sich selbst, aber auch das Spezifische seines Gegenübers heute wahrnimmt und aus einer individuellen Blickweise auf das Wesentliche konzentriert. In der Verschiedenheit der Herangehensweisen kann man diese Arbeiten dem Neuen Realismus und dem Phantastischen Realismus, andere wieder dem abstrakten Expressionismus aber auch dem Surrealismus zuordnen. Das Konvolut wurde zum ersten Mal 2011 in München im Künstlerhaus am Lenbachplatz, sowie im Städtischen Museum im Pflegschloss in Schrobenhausen, der Geburtsstadt von Franz von Lenbach, präsentiert. Seitdem ist es zumeist auf Ausstellungsreise in Deutschland und wird in Zukunft auch im internationalen Kunstbetrieb ausgestellt. An weiterführenden Themen arbeitet die Gruppe Zwanzig Zehn kontinuierlich.

## Mitglieder
Zur Gruppe gehören folgende Künstler:
- Babette Brühl (* 1962) Lüneburger Heide
- Jiyun Cheon (* 1981) Anyang (Südkorea)
- Daniela Elger (* 1970er Jahre) München
- Matthias Gangkofner (* 1959) München
- Hubertus Hamm (* 1950) Werdohl
- Friederike Just (* 1966)
- Nikolai Karo (* 1962) Reutlingen
- Franz Leschinger (* 1957) Lug (Pfalz)
- Thomas Pakull (* 1968) Bielefeld
- Tibor Pogonyi (* 1974) Eger (Ungarn)

## Ausstellungen
Unter dem Titel „Das Ich im Anderen“ war die Ausstellung in folgenden Museen und Galerien zu sehen:
- 2011 Künstlerhaus am Lenbachplatz, München
- 2011 Städtisches Museum im Pflegschloss, Schrobenhausen
- 2012 Heyne Kunst Fabrik, Offenbach am Main
- 2014 Kunstbezirk Stuttgart,  im April, Stuttgart